# Oxybia bituminella
Oxybia bituminella är en fjärilsart som beskrevs av Pierre Millière 1873. Oxybia bituminella ingår i släktet Oxybia och familjen mott. Inga underarter finns listade i Catalogue of Life.